# Alexandria (Minnesota)
Alexandria es una ciudad ubicada en el condado de Douglas en el estado estadounidense de Minnesota. En el Censo de 2010 tenía una población de 11070 habitantes y una densidad poblacional de 255,92 personas por km².

## Geografía
Alexandria se encuentra ubicada en las coordenadas 45°52′27″N 95°22′43″O / 45.87417, -95.37861. Según la Oficina del Censo de los Estados Unidos, Alexandria tiene una superficie total de 43.26 km², de la cual 41.34 km² corresponden a tierra firme y (4.42%) 1.91 km² es agua.

## Demografía
Según el censo de 2010, había 11070 personas residiendo en Alexandria. La densidad de población era de 255,92 hab./km². De los 11070 habitantes, Alexandria estaba compuesto por el 96.33% blancos, el 0.85% eran afroamericanos, el 0.4% eran amerindios, el 0.7% eran asiáticos, el 0.02% eran isleños del Pacífico, el 0.34% eran de otras razas y el 1.36% pertenecían a dos o más razas. Del total de la población el 1.49% eran hispanos o latinos de cualquier raza.